# VM i bandy 2020-21
Verdensmesterskabet i bandy 2020-21 var det 40. VM i bandy gennem tiden, og mesterskabet blev arrangeret af Federation of International Bandy. Mesterskabet var opdelt i en A-turnering med 8 hold og en B-turnering med 10 hold.
B-mesterskabet blev spillet udendørs på fire forskellige arenaer i Irkutsk og nabobyen Sjelekhov i perioden 1. - 6. marts 2020, og turneringen blev vundet af Ungarn, som i finalen besejrede Ukraine med 4-1. Bronzemedaljerne i B-turneringen gik til Slovakiet, der vandt 3-2 over Mongoliet i bronzekampen.
Mesterskabet blev for første gang spillet i foråret, efter at Federation of International Bandy i 2018 vedtog at flytte VM-terminen fra midt på vinteren til efter afslutningen på de nationale klubmesterskaber.
Irkutsk skulle egentlig have været værtsby allerede ved i VM i 2019, men pga. usikkerhed om, hvorvidt arenaen blev færdig, besluttede FIB at flytte det mesterskab til Vänersborg, Sverige.
A-turneringen skulle oprindelig havde været spillet i Irkutsk, Rusland i en nyopført bandyhal, Ispalads Bajkal, som hovedarena i perioden 29. marts - 5. april 2020, men den blev på grund af den igangværende COVID-19-pandemi i første omgang flyttet til 5. - 11. oktober 2020. Den 2. september 2020 meldte Finland imidlertid afbud til mesterskabet efter en samlet vurdering af den aktuelle sundhedssituation og de gældende rejserestriktioner. Kort efter meldte Sverige også afbud, eftersom Sveriges Udenrigsministerium forlængede sin anbefaling om ikke at rejse til destinationer uden for EU. Den 16. september 2020 meddelte Federation of International Bandy officielt, at A-VM var aflyst. Den 21. januar 2021 meddelte Federation of International Bandy, at mesterskabet blev flyttet til perioden 11. - 17. oktober 2021 – fortsat med Irkutsk som værtsby – og Syktyvkar, som skulle have været vært for mesterskabet i 2021, blev til gengæld udpeget som VM-vært for mesterskabet i 2022.
Den 24. august 2021 kunne Federation of International Bandy imidlertid meddele, at Sverige og Finland havde meldt afbud til mesterskabet i Irkutsk, hvortil Norge også tidligere havde meldt fra. Og nogle dage senere blev mesterskabet så endelig aflyst med en besked om, at det var flyttet til oktober 2022.

## A-VM
A-turneringen skulle oprindelig havde været spillet i perioden 29. marts - 5. april 2020 men på grund af den igangværende COVID-19-pandemi blev turneringen flyttet til 5. - 11. oktober 2020. Den 2. september 2020 meldte Finland imidlertid afbud til mesterskabet efter en samlet vurdering af den aktuelle sundhedssituation og de gældende rejserestriktioner. Kort efter meldte Sverige også afbud, eftersom Sveriges Udenrigsministerium havde forlænget sin anbefaling om ikke at rejse til destinationer uden for EU. Den 16. september 2020 meddelte Federation of International Bandy officielt, at A-VM var aflyst. Den 21. januar 2021 meddelte forbundet, at mesterskabet blev flyttet til perioden 11. - 17. oktober 2021.
Den 24. august 2021 kunne Federation of International Bandy imidlertid meddele, at Sverige og Finland havde meldt afbud til mesterskabet i Irkutsk, hvortil Norge også tidligere havde meldt fra. Og nogle dage senere blev mesterskabet så endlig aflyst med en besked om, at det var flyttet til oktober 2022.

## B-VM
B-VM blev spillet i Irkutsk og Sjelekhov, Rusland i perioden 1. - 6. marts 2020 med deltagelse af 10 hold.

### Arenaer
Kampene i B-VM afvikledes udendørs på fire stadioner i Irkutsk og nabobyen Sjelekhov.
| Stadion                          | By        | Tilskuerpladser |
| -------------------------------- | --------- | --------------- |
| Stadion Trud                     | Irkutsk   | 16.500          |
| Stadion Rekord                   | Irkutsk   | 5.300           |
| Stadion Zenit                    | Irkutsk   |                 |
| Stadion Stroitel                 | Sjelekhov |                 |
| Irkutsk oblast Irkutsk Sjelekhov |           |                 |

### Hold
| Hold      | Kvalificeret som     |
| --------- | -------------------- |
| Holland   | Nr. 8 A-VM 2019      |
| Ungarn    | Nr. 3 ved B-VM 2019  |
| Japan     | Nr. 4 ved B-VM 2019  |
| Letland   | Nr. 5 ved B-VM 2019  |
| Tjekkiet  | Nr. 7 ved B-VM 2019  |
| Slovakiet | Nr. 8 ved B-VM 2019  |
| Ukraine   | Nr. 9 ved B-VM 2019  |
| Schweiz   | Nr. 11 ved B-VM 2019 |
| Somalia   | Nr. 12 ved B-VM 2019 |
| Mongoliet | Nyt hold             |

Oprindeligt var Storbritannien (nr. 2 ved B-VM 2019) og Kina (nr. 10 ved B-VM 2019) også tilmeldt mesterskabet, men de to hold meldte afbud. Kina meldte afbud på grund af COVID-19-epidemien, der tidligere på året var brudt ud i Wuhan, mens Storbritanniens afbud skyldtes problemer med at opnå visum til spillernes indrejse i Rusland.

### Format
Mesterskabet startede med en indledende runde, hvor de 10 hold var inddelt i to puljer med fem hold, der spillede en enkeltturnering alle-mod-alle. De fire bedste hold i hver pulje gik videre til kvartfinalerne, mens det sidste hold i hver pulje spillede videre i placeringskampene om 9.-pladsen.
Holdene, der tabte i kvartfinalerne, spillede videre om 5.- til 8.-pladsen, mens vinderne spillede semifinaler, bronzekamp og finale om de fire topplaceringer. Vinderen af B-VM rykkede op i A-VM til VM i 2021.
Semifinalerne, bronzekampen og finalen blev spillet 2 × 45 minutter. Alle andre kampe blev afviklet over 2 × 30 minutter.

### Indledende runde

#### Pulje A
| Dato     | Kl.   | Kamp               | Res. | Pause | Tilsk. | Spillested       | Ref.         |
| -------- | ----- | ------------------ | ---- | ----- | ------ | ---------------- | ------------ |
| 1. marts | 08:30 | Tjekkiet - Ukraine | 0–2  | 0-1   | 250    | Stadion Zenit    | Kampprotokol |
| 1. marts | 09:00 | Holland - Ungarn   | 2–3  | 1-3   | 150    | Stadion Trud     | Kampprotokol |
| 1. marts | 15:00 | Holland - Tjekkiet | 2–2  | 1-0   | 215    | Stadion Rekord   | Kampprotokol |
| 1. marts | 15:00 | Ungarn - Schweiz   | 7–0  | 4-0   | 700    | Stadion Trud     | Kampprotokol |
| 2. marts | 09:00 | Holland - Ukraine  | 2–2  | 2-1   | 100    | Stadion Trud     | Kampprotokol |
| 2. marts | 10:00 | Tjekkiet - Schweiz | 4–1  | 2-0   | 150    | Stadion Zenit    | Kampprotokol |
| 2. marts | 15:00 | Ungarn - Tjekkiet  | 5–1  | 4-1   | 250    | Stadion Trud     | Kampprotokol |
| 2. marts | 16:00 | Ukraine - Schweiz  | 4–1  | 1-0   | 298    | Stadion Rekord   | Kampprotokol |
| 3. marts | 11:00 | Ungarn - Ukraine   | 2–0  | 1-0   | 154    | Stadion Stroitel | Kampprotokol |
| 3. marts | 11:00 | Holland - Schweiz  | 6–0  | 2-0   | 146    | Stadion Rekord   | Kampprotokol |

| Hold     | Kampe | Mål   | Point |
| -------- | ----- | ----- | ----- |
| Ungarn   | 4     | 17-31 | 8     |
| Ukraine  | 4     | 8-5   | 5     |
| Holland  | 4     | 12-71 | 4     |
| Tjekkiet | 4     | 17-10 | 3     |
| Schweiz  | 4     | 12-21 | 0     |

#### Pulje B
| Dato     | Kl.   | Kamp                  | Res.  | Pause | Tilsk. | Spillested       | Ref.         |
| -------- | ----- | --------------------- | ----- | ----- | ------ | ---------------- | ------------ |
| 1. marts | 10:00 | Letland - Slovakiet   | 0–4   | 0-2   | 240    | Stadion Rekord   | Kampprotokol |
| 1. marts | 11:30 | Mongoliet - Somalia   | 10–01 | 4-0   | 380    | Stadion Stroitel | Kampprotokol |
| 1. marts | 17:00 | Japan - Somalia       | 9–0   | 5-0   | 650    | Stadion Trud     | Kampprotokol |
| 1. marts | 19:30 | Slovakiet - Mongoliet | 0–4   | 0-1   | 250    | Stadion Trud     | Kampprotokol |
| 2. marts | 09:00 | Letland - Somalia     | 11–01 | 6-0   | 32     | Stadion Rekord   | Kampprotokol |
| 2. marts | 10:00 | Japan - Mongoliet     | 1–2   | 1-1   | 154    | Stadion Stroitel | Kampprotokol |
| 2. marts | 16:00 | Slovakiet - Somalia   | 8–0   | 6-0   | 184    | Stadion Stroitel | Kampprotokol |
| 2. marts | 18:00 | Japan - Letland       | 1–2   | 1-0   | 168    | Stadion Rekord   | Kampprotokol |
| 3. marts | 11:00 | Japan - Slovakiet     | 0–2   | 0-1   | 160    | Stadion Zenit    | Kampprotokol |
| 3. marts | 14:00 | Letland - Mongoliet   | 0–2   | 0-1   | 180    | Stadion Rekord   | Kampprotokol |

| Hold      | Kampe | Mål   | Point |
| --------- | ----- | ----- | ----- |
| Mongoliet | 4     | 18-10 | 8     |
| Slovakiet | 4     | 14-41 | 6     |
| Letland   | 4     | 6-7   | 4     |
| Japan     | 4     | 5-8   | 2     |
| Somalia   | 4     | 00-38 | 0     |

### Finalekampe
| Dato         | Kl.          | Kamp                  | Res.         | Pause        | Tilsk.       | Spillested     | Ref          |
| Kvartfinaler | Kvartfinaler | Kvartfinaler          | Kvartfinaler | Kvartfinaler | Kvartfinaler | Kvartfinaler   | Kvartfinaler |
| ------------ | ------------ | --------------------- | ------------ | ------------ | ------------ | -------------- | ------------ |
| 4. marts     | 10:00        | Ungarn - Japan        | 4–1          | 1-0          | 200          | Stadion Trud   | Kampprotokol |
| 4. marts     | 10:00        | Tjekkiet - Mongoliet  | 1–2          | 0-0          | 102          | Stadion Rekord | Kampprotokol |
| 4. marts     | 12:00        | Holland - Slovakiet   | 2–3          | 2-2          | 150          | Stadion Trud   | Kampprotokol |
| 4. marts     | 12:00        | Ukraine - Letland     | 5–1          | 2-0          | 34           | Stadion Rekord | Kampprotokol |
| Semifinaler  |              |                       |              |              |              |                |              |
| 5. marts     | 12:00        | Ungarn - Slovakiet    | 5–0          | 3-0          | 32           | Stadion Trud   | Kampprotokol |
| 5. marts     | 14:30        | Mongoliet - Ukraine   | 1–3          | 0-1          | 367          | Stadion Trud   | Kampprotokol |
| Bronzekamp   |              |                       |              |              |              |                |              |
| 6. marts     | 12:00        | Slovakiet - Mongoliet | 3–2          | 1-0          | 256          | Stadion Trud   | Kampprotokol |
| Finale       |              |                       |              |              |              |                |              |
| 6. marts     | 15:00        | Ungarn - Ukraine      | 4–1          | 1-1          | 2.354        | Stadion Trud   | Kampprotokol |

### Placeringskampe om 5.- til 8.-pladsen
| Dato               | Kl.         | Kamp               | Res.        | Pause       | Tilsk.      | Spillested     | Ref.         |
| Semifinaler        | Semifinaler | Semifinaler        | Semifinaler | Semifinaler | Semifinaler | Semifinaler    | Semifinaler  |
| ------------------ | ----------- | ------------------ | ----------- | ----------- | ----------- | -------------- | ------------ |
| 5. marts           | 09:00       | Japan - Holland    | 2–2         | 1-2         | 125         | Stadion Rekord | Kampprotokol |
| 5. marts           | 11:00       | Tjekkiet - Letland | 1–3         | 1-1         | 97          | Stadion Rekord | Kampprotokol |
| Kamp om 7.-pladsen |             |                    |             |             |             |                |              |
| 6. marts           | 09:00       | Japan - Tjekkiet   | 3–1         | 1-0         | 102         | Stadion Rekord | Kampprotokol |
| Kamp om 5.-pladsen |             |                    |             |             |             |                |              |
| 6. marts           | 11:00       | Holland - Letland  | 5–4         | 2-3         | 114         | Stadion Rekord | Kampprotokol |

### Placeringskampe om 9.-pladsen
| Dato                | Kl.                 | Kamp                | Res.                | Pause               | Tilsk.              | Spillested          | Ref.                |
| Kampe om 9.-pladsen | Kampe om 9.-pladsen | Kampe om 9.-pladsen | Kampe om 9.-pladsen | Kampe om 9.-pladsen | Kampe om 9.-pladsen | Kampe om 9.-pladsen | Kampe om 9.-pladsen |
| ------------------- | ------------------- | ------------------- | ------------------- | ------------------- | ------------------- | ------------------- | ------------------- |
| 5. marts            | 13:00               | Somalia - Schweiz   | 0–10                | 0-5                 | 102                 | Stadion Rekord      | Kampprotokol        |
| 6. marts            | 10:00               | Schweiz - Somalia   | 4–1                 | 0-1                 | 142                 | Stadion Stroitel    | Kampprotokol        |

### Samlet rangering
| Plac.  | Hold      | Kommentar               |
| ------ | --------- | ----------------------- |
| Guld   | Ungarn    | Oprykning til A-VM 2021 |
| Sølv   | Ukraine   |                         |
| Bronze | Slovakiet |                         |
| 4.     | Mongoliet |                         |
| 5.     | Holland   |                         |
| 6.     | Letland   |                         |
| 7.     | Japan     |                         |
| 8.     | Tjekkiet  |                         |
| 9.     | Schweiz   |                         |
| 10.    | Somalia   |                         |

### Hædersbevisninger

#### Bedste spillere
| Pris                   | Spiller          |
| ---------------------- | ---------------- |
| Bedste målmand         | Andrej Tsyplakov |
| Bedste forsvarer       | André Berglönn   |
| Bedste midtbanespiller | Dmytro Tsymbal   |
| Bedste angiber         | Dennis Pacsay    |
| Topscorer              | Linus Schellin   |

#### All star-hold
| Position | Spiller             |
| -------- | ------------------- |
| Målmand  | Andrej Tsyplakov    |
| Forsvar  | André Berglönn      |
| Forsvar  | Oliver Šanko        |
| Forsvar  | Andras Kordisz      |
| Midtbane | Dmytro Tsymbal      |
| Midtbane | Tamir Ganbold       |
| Midtbane | Ludwig von Polgar   |
| Midtbane | Daniel Laszlo Bata  |
| Angreb   | Linus Schellin      |
| Angreb   | Dennis Pacsay       |
| Angreb   | Mikhail Aleksandrov |

#### Fair play
Tekst mangler, hjælp os med at skrive teksten